# Таловая (Западно-Казахстанская область)
Таловая (каз. Таловая) — село в Зеленовском районе Западно-Казахстанской области Казахстана. Входит в состав Шалгайского сельского округа. Находится примерно в 45 км к северо-западу от села Перемётное. Код КАТО — 274447400.
Село расположено на реке Таловая (приток Камелика), в 2 км от казахстанско-российской границы.

## История
Основано как хутор Таловый в 1837 году. На "Дорожной карте Российской Империи 1809 года" на месте села значится "Таволовъ умёт". Согласно Списку населённых мест Российской империи по сведениям за 1859 год хутор находился на Уральском торговом тракте и относился к Николаевскому уезду Самарской губернии. На хуторе проживали 114 мужчин и 98 женщин. В Списке населённых мест Самарской губернии по сведениям за 1889 год значится в составе Кузябаевской волости. Население хутора составило 753 человека, русские и малороссы. Впоследствии хутор передан Нижне-Покровской волости того же уезда. Согласно переписи 1897 года население хутора составило 1374 жителя
Согласно Списку населённых мест Самарской губернии 1910 года село Таловое населяли бывшие государственные крестьяне, русские, православные, 687 мужчин и 584 женщины, в селе имелись церковь, школа, земская станция, фельдшерский пункт, проводились 4 семидневные ярмарки, работал урядник.
Передано Западно-Казахстанской области Казахской ССР в 1941 году. До 1941 года село входило в состав Озинского района Саратовской области.

## Население
Динамика численности населения по годам:
| Годы      | 1859 | 1889 | 1897 | 1910 | 1999 | 2009 |
| --------- | ---- | ---- | ---- | ---- | ---- | ---- |
| Население | 212  | 753  | 1374 | 1271 | 250  | 49   |

В 1999 году население села составляло 250 человек (125 мужчин и 125 женщин). По данным переписи 2009 года, в селе проживало 49 человек (28 мужчин и 21 женщина).